# くにおくんの時代劇だよ全員集合
『くにおくんの時代劇だよ全員集合!』（くにおくんのじだいげきだよぜんいんしゅうごう!）は、テクノスジャパンより1991年7月26日に発売されたファミリーコンピュータ用アクションRPG。正式タイトルは、『ダウンタウンスペシャル くにおくんの時代劇だよ全員集合!』（ダウンタウンスペシャル くにおくんのじだいげきだよぜんいんしゅうごう!）。
後に他機種向けに移植された（#他機種版）。

## システム
『ダウンタウン熱血物語』（1989年）のキャラクターを中心に、熱血シリーズのさまざまなタイトルから数多くのキャラクターが参加して時代劇を演じる。バトルアクションRPGという同社の『ダウンタウン熱血物語』と似たゲームシステムである。変更点として、直線的だったマップが網状になりボスキャラクターの出現の仕方が変わったこと、ステータスパラメータの種類が増えたこと、主人公の使えるアクション・必殺技が増えたことなどがある。また、本作ではバッテリーバックアップが搭載されている。

## ストーリー
駿河の任侠、文蔵一家の文蔵親分が病に倒れてしまう。文蔵に一宿一飯の恩のあるくに政は、子分のつる松を従え文蔵親分を見舞いに駆けつけるが、そこで彼らを迎えたのが文蔵の娘・お琴とその許婚を名乗る浅次郎であった。だが、くに政が文蔵の手助けをしている折、お琴が何者かにさらわれてしまう。

## マップ
この作品の舞台は、蝦夷（北海道）から肥前（佐賀県・長崎県）まで日本中にまたがっている。BGMも日本全国の民謡をアレンジしたものである。
| 場所               | 地理          | BGM            |
| ------------------ | ------------- | -------------- |
| えぞ（蝦夷）       | 北海道        | 北海盆唄       |
| りくちゅう（陸中） | 岩手県        | 南部牛追唄     |
| こうずけ（上野）   | 群馬県        | 八木節         |
| えっちゅう（越中） | 富山県        | 越中おわら節   |
| するが（駿河）     | 静岡県        | ちゃっきり節   |
| かわち（河内）     | 大阪府        | 河内音頭       |
| とさ（土佐）       | 高知県        | よさこい節     |
| いなば（因幡）     | 鳥取県        | 貝殻節         |
| ながと（長門）     | 山口県        | 男なら         |
| ひぜん（肥前）     | 佐賀県 長崎県 | 長崎のんのこ節 |

## 登場人物
以下、人名（振り仮名 / 演者）の順に紹介する。
くに政（くにまさ / くにお）
主人公。潮荒波、度胸で渡る、義理にゃ強いが情けにゃ弱い、純白の着物を身にまとうちょいと小粋な伊達男。文蔵一家への一宿一飯の恩義から一連の事件の黒幕を追って東奔西走する。必殺技はマッハキック。
つる松（つるまつ / 園川薫）
くに政の子分。一見すると気が弱そうな感じだが、くに政の子分というだけあってケンカの腕はそこそこ。仲間にしていない状態でストーリーを進めていくと、後半にて突如くに政の前に敵として立ちはだかる事となり、ここで仲間にする事を断ると文蔵一家から姿を消してしまう。しかしその断った状態で進めていってもどこかで許してもらったのか、エンディングにて戻ってきている。必殺技はマッハきうきうとびっぐばんぐ。
お琴（おこと / 長谷部和美）
本作のヒロイン。文蔵の娘で浅次郎の許嫁とされている。文蔵が病に倒れた後、何者かにさらわれてしまう。
文蔵（ぶんぞう / 豪田剛）
日の本三大親分の筆頭で、駿河の街道一の大親分。大一家の大親分でありながら行き倒れ寸前の流れ者だったくに政へ、食と寝床を気前良く施すだけの器と心の広さを持つ人物。病に伏している間に娘のお琴をさらわれてしまうが、与之助の持ってきた漢方薬で回復しくに政とともに黒幕を追う。必殺技は頭突きスペシャル。
三吉（さんきち / オリジナルキャラクター）
文蔵一家の手下。戦闘要員ではないが、一家の切り盛りを任されている所から文蔵の信頼が厚い事がうかがえる。ストーリーの進行中に手作りのお守りをくれるなど、とても優しい男である。後に三吉の顔は、『ダウンタウン熱血物語ex』に登場する星の丘西高校の「えびぬま」に流用される。
浅次郎（あさじろう / 藤堂護）
お琴の許婚を自称する男。くに政は、初対面で浅次郎に何かを感じていたらしい。必殺技は人間ヘリ。
力五郎（りきごろう / 鮫島力）
どこからともなくふらりと現れ、ケンカの助太刀をする男。隠しキャラクター的扱いなので、進め方によっては出てこない。必殺技はマッハパンチ。
重吉（じゅうきち / 山田大樹）
道中のくに政の前にいきなり現れ、仲間にしてくれとせがむ怪しい男。必殺技は満を持して山田の術。
虎蔵（とらぞう / 熊田重蔵）
三大親分の一人で、スキあらば覇権を狙う悪名高き虎蔵一家の親分。必殺技は人間魚雷と自分魚雷。
銀八（ぎんぱち / 沢口靖夫）
決して強くはないが、事件が解決するまで倒されても倒されても立ち向かってくるしつこい性格。必殺技は無し。
権作（ごんさく / 西村成孝）
動きは遅いが肥満体型による怪力を利用した張り手スペシャルを操る巨漢。仲間にした後も、相棒に連れていないと途中で裏切って、再びくに政の前に立ちふさがる。その際、倒すと「自分も連れて行って欲しかった」と言われるが、つる松とは違い、再び仲間に戻ることは無い。
一兵衛&六兵衛（いちべえ&ろくべえ / 上条恒男&山本憲之）
常に二人で行動する流れ者コンビ。悪党だが、ポリシーとして女はさらわない。必殺技は無し。
与之助（よのすけ / 吉野光明）
力五郎の友人。気の利く性格で、1度戦った後は協力者に。甚六一家との抗争後に漢方薬で文蔵の病を治してくれる。必殺技はすくりゅう。
へいるまん
甚六の手下の外国人で、ある重要な情報を握っているただ一人の人物。甚六を「びーっぐぼす」と呼ぶ。2回倒すとくに政を「びーっぐぼす」と慕い仲間に加わる。必殺技はワープシュート。へいるまんは『熱血高校ドッジボール部 (FC版)』に登場するアイスランドチームのキャプテン。
らおちぇん
日本のどこかにある、唯一レベル表示のない「なぞのみせ」の店主。渡来の商人らしくとても強力なアイテムを扱っているため、居場所はある人物から聞き出すまでわからない。らおちぇんは、『熱血高校ドッジボール部 (FC版)』に登場する中国チームのキャプテン。
金助（きんすけ / 望月駿）
甚六の手下。「韋駄天の金助」の異名の通り、足が速い。甚六一家との抗争後は甚六の言いつけ通り、文蔵一家の助っ人になってくれる。プレイ次第では途中でいなくなるが、また戻ってくる場合も。必殺技はニトロアタック。
為吉（ためきち / 平清文）
甚六の手下。甚六一家の中では参謀的存在。喧嘩より知略に長けるタイプ。必殺技はマッハふみふみ。
平七（へいしち / 小林政男）
甚六の手下。金助や為吉からは「平七の兄貴」と呼ばれている甚六一家の若頭であり一家のNo2。倒した後には、甚六の代行として日本全国で集めた情報を道中のくに政に提供してくれる。必殺技はハイパーガード（GB版ではマッハ叩きも）。
甚六（じんろく / 鬼塚崇）
三大親分の一人で、文蔵同様に義理堅い大親分。最初は流れ者のくに政のことを疑っていたが、文蔵とは親交があるらしく、抗争の末に誤解が解けると文蔵一家への協力を約束する。本作最強クラスの強さを誇る相手。必殺技はマッハパンチ2と人間ドリル。
半四郎（はんしろう / 根立克行）
虎蔵一家の客人。「ぷぷぷっ…!」と不敵な笑みを浮かべ、恐怖の必殺技按摩スペシャルを操る。対決後はなぜか文蔵の家で仲間になる。根立は白鷹工業高校の生徒。
弥五郎（やごろう / 五代奨）
ドス命の一匹狼。虎蔵の部下だが、虎蔵のあくどいやり方に疑問を感じているクールな男。くに政の本質を知るべく単身でくに政に挑戦し、倒されても恨み節どころか逆にアイテムをくれるなど、義理と情に厚い人物。ただし仲間にはならない。必殺技はドススペシャル。
仁左衛門（にざえもん / 松戸京介）
虎蔵の忠実なる部下。弥五郎とは仲が悪い。自身の戦闘能力はそれほど高くはないが、必殺技の変身技によって相手に化ける戦法を得意とする。自分が強ければ強いほど苦戦することになるので、ある意味で最強の敵キャラクター。松戸は冷峰学園の生徒。
辰一&辰二（たついち&たつじ / 服部竜一&服部竜二）
非常に高い戦闘能力を持つ双子の侠客。ただし兄弟の絆は弱く、一方がやられるともう一方は逃げ出す。あることをすることで、倒した方が仲間になる。必殺技は旋風脚。
お美津（おみつ / 島田真美）
どこの国のどんな店でも（一部除く）看板娘を務めている。ある意味で、謎の女性。
お紋（おもん / 藍原静）
賭場の切り盛りをしている女性。職業柄、露出度が高い。
てくのす亭
ストーリーを語って聞かせる浪曲師。常ににこやかな顔とハゲ頭がトレードマーク。

## 他機種版
| No. | タイトル                                               | 発売日         | 対応機種                               | 開発元             | 発売元                 | メディア                                        | 型式         | 備考                                                                      |
| --- | ------------------------------------------------------ | -------------- | -------------------------------------- | ------------------ | ---------------------- | ----------------------------------------------- | ------------ | ------------------------------------------------------------------------- |
| 1   | ダウンタウンスペシャル くにおくんの時代劇だよ全員集合! | 1993年12月22日 | ゲームボーイ                           | テクノスジャパン   | テクノスジャパン       | 2メガビットロムカセット                         | DMG-JXJ      |                                                                           |
| 2   | ダウンタウン時代劇だよ全員集合（第伍話）               | 2003年11月4日  | mova504iシリーズ （iアプリ）           | ウェブドゥジャパン | ウェブドゥジャパン     | ダウンロード （熱血硬派くにおくんi）            | -            |                                                                           |
| 3   | ダウンタウンスペシャル くにおくんの時代劇だよ全員集合! | 2004年4月1日   | 100KBおよび256KB対応端末 （Vアプリ）   | ウェブドゥジャパン | ウェブドゥジャパン     | ダウンロード （熱血硬派くにおくんV）            | -            |                                                                           |
| 4   | くにおくん 熱血コレクション3                           | 2006年2月16日  | ゲームボーイアドバンス                 | ミリオン           | アトラス               | ロムカセット                                    | AGB-B9CJ-JPN |                                                                           |
| 5   | くにおくんの時代劇だよ全員集合！豪華版                 | 2007年8月10日  | iアプリ                                | ウェブドゥジャパン | ウェブドゥジャパン     | ダウンロード （熱血硬派くにお君i）              | -            |                                                                           |
| 6   | くにおくんの時代劇だよ全員集合！豪華版                 | 2007年9月12日  | Yahoo!ケータイ （S!アプリ）            | ウェブドゥジャパン | ウェブドゥジャパン     | ダウンロード （熱血硬派くにお君）               | -            |                                                                           |
| 7   | くにおくんの時代劇だよ全員集合！豪華版                 | 2008年1月10日  | EZアプリ                               | ウェブドゥジャパン | ウェブドゥジャパン     | ダウンロード （熱血硬派くにおくんEZ）           | -            |                                                                           |
| 8   | ダウンタウンスペシャル くにおくんの時代劇だよ全員集合! | 2009年5月12日  | Wii                                    | テクノスジャパン   | アークシステムワークス | ダウンロード （バーチャルコンソール）           | -            | ファミリーコンピュータ版の移植                                            |
| 9   | ダウンタウンスペシャル くにおくんの時代劇だよ全員集合! | 2011年6月7日   | ニンテンドー3DS                        | テクノスジャパン   | アークシステムワークス | ダウンロード （バーチャルコンソール）           | -            | ゲームボーイ版の移植                                                      |
| 10  | ダウンタウンスペシャル くにおくんの時代劇だよ全員集合! | 2013年7月10日  | ニンテンドー3DS                        | テクノスジャパン   | アークシステムワークス | ダウンロード （バーチャルコンソール）           | -            | ファミリーコンピュータ版の移植                                            |
| 11  | ダウンタウンスペシャル くにおくんの時代劇だよ全員集合! | 2013年12月4日  | Wii U                                  | テクノスジャパン   | アークシステムワークス | ダウンロード （バーチャルコンソール）           | -            | ファミリーコンピュータ版の移植                                            |
| 12  | くにおくん熱血コンプリート ファミコン編                | 2016年12月8日  | ニンテンドー3DS                        |                    | アークシステムワークス | 3DSカード                                       | CTR-P-BKCJ   | ファミリーコンピュータ版の移植 他シリーズのファミコン10作品との合同収録作 |
| 13  | くにおくん ザ・ワールド〜クラシックスコレクション〜    | 2018年12月20日 | Nintendo Switch PlayStation 4 Xbox One |                    | アークシステムワークス | Switch専用ゲームカード ディスクROM ダウンロード | -            | ファミリーコンピュータ版の移植 他シリーズのファミコン17作品との合同収録作 |
| 14  | レトロスティック 熱血LEGEND くにおくん                 | 2024年12月10日 | レトロスティック                       |                    | ライソン               | 内蔵ゲーム                                      | -            | ファミリーコンピュータ版の移植 他シリーズのファミコン4作品との合同収録作  |
| 15  | ダウンタウンスペシャル くにおくんの時代劇だよ全員集合! | 2024年12月20日 | ジョイントTV!くにおくん                |                    | ライソン               | 内蔵ゲーム                                      | -            | ファミリーコンピュータ版の移植 1人プレイ専用 ラウンドワン限定プライズ     |

ゲームボーイアドバンス版
- 『熱血物語』のリメイクとは違いグラフィック面での変化はない。またリメイクに際してセーブ機能が削られているが「きろく」画面だけは残されており、この仕様について発売後に「ファミコン当時の雰囲気を残すため、あえて『きろく』の設定画面を残している」という旨が公式サイトで説明された。

携帯電話アプリ版
- 原作との変更点
  - 最速クリアタイムが記録され、そのデータをサイトに送信できる。
  - クリアするとマップの背景がモノクロ状態で、雑魚キャラクターが普通に必殺技を使う裏モードがプレイ可能になる。
  - FC版ではたつじんめがねがないと習得できなかった必殺技を取り扱っているVIPの店が存在する。
  - 上記のVIPの店で10000文を支払うと弥五郎、40000文を支払うとお琴がそれぞれ仲間になる。但しお琴はマップ上から動かず、自分から攻撃することも敵に攻撃されることもない。
  - 辰一&辰二を倒した際、必ず辰一が逃げる仕様になっている。そのため、彼は絶対仲間にならない。
  - 権作を仲間にした際、FC版では彼をずっと仲間にしていないとくに政達を裏切る仕様が存在したが、アプリ版では削除されている。

## その他
FC版では誰かの名前を「こがねむし」（GB版では「いいかんじ」）にすると最初から必殺技を全て使うことができ、所持金が大幅に増える。さらに「マップのカーソル」常備状態で全国どこへでも行くことが可能になる。

## スタッフ
- プログラム：南波靖一郎(メインプログラマー)、大日方忠道(背景チェック担当)、松本康宏(メニュー周り担当)、森真一(ショップ周り担当)
- キャラクター・デザイン：根立克行
- 背景デザイン：東郷和代
- 音楽：田崎寿子
- 効果音：亀岡義弘
- マニュアル・パッケージ・デザイン：山根明子、安藤努
- プロダクション・アシスタンス：H.SATO、緒方孝治
- スペシャル・サンクス：谷本敦、澤田典宏、わだしょうじ、ロバート・C・アシュワース、関本弘之
- スペシャル・アプリシエーション：東海林隆
- ディレクター：吉田晄浩

## 評価
ファミリーコンピュータ版
ゲーム誌『ファミコン通信』の「クロスレビュー」では合計24点（満40点）、『ファミリーコンピュータMagazine』の読者投票による「ゲーム通信簿」での評価は以下の通り24.0点（満30点）となっている。
| 項目 | キャラクタ | 音楽 | お買得度 | 操作性 | 熱中度 | オリジナリティ | 総合 |
| 得点 | 4.4        | 3.8  | 3.9      | 3.8    | 4.2    | 3.8            | 24.0 |

ゲームボーイ版
ゲーム誌『ファミコン通信』の「クロスレビュー」では合計15点（満40点）、『ファミリーコンピュータMagazine』の読者投票による「ゲーム通信簿」での評価は以下の通り20.8点（満30点）となっている。
| 項目 | キャラクタ | 音楽 | お買得度 | 操作性 | 熱中度 | オリジナリティ | 総合 |
| 得点 | 3.7        | 3.3  | 3.6      | 3.3    | 3.5    | 3.3            | 20.8 |